# 201-ша дивізія охорони (Третій Рейх)
201-ша дивізія охорони (Третій Рейх) (нім. 201. Sicherungs-Division) — піхотна дивізія німецьких сухопутних військ, що виконувала завдання охорони тилу військ вермахту за часів Другої світової війни.

## Історія
201-ша дивізія охорони була сформована 1 червня 1942 року з 201-ї бригади охорони, яка була утворена 24 грудня 1941, у складі групи армій «Північ». У вересні 1942 року дивізію перепідпорядкували командуванню групи армій «Центр», де вона продовжувала виконувати завдання з охорони тилу та проведення антипартизанських операцій. Згодом через нестачу боєготових частин дивізію охорони відправили на фронт, на передову. У боях літом 1944 року під Мінськом більшість дивізії була знищена, поодинокі підрозділи змогли вирватися з оточення і відступили на північ до Балтійських країн. Тут з них сформували тимчасове формування, яке діяло у складі групи армій «Північ». Розгромлена у Курляндському котлі.

## Командування

### Командири
- генерал-лейтенант Альфред Якобі (нім. Alfred Jacobi) (1 червня 1942 — 23 вересня 1944).

### Підпорядкованість
| Час      | Корпус     | Армія                      | Група армій (округ)  | Штаб      |
| -------- | ---------- | -------------------------- | -------------------- | --------- |
| 1942     |            |                            |                      |           |
| липень   |            |                            | Група армій «Центр»  | Полоцьк   |
| 1943     |            |                            |                      |           |
| січень   |            |                            | Група армій «Центр»  | Полоцьк   |
| квітень  |            | 3-тя ТА                    | Група армій «Центр»  | Невель    |
| серпень  |            |                            | Група армій «Центр»  | Невель    |
| листопад |            | 3-тя ТА                    | Група армій «Центр»  | Вітебськ  |
| 1944     |            |                            |                      |           |
| січень   |            | 3-тя ТА                    | Група армій «Центр»  | Вітебськ  |
| лютий    | I ак       | 16-та армія                | Група армій «Північ» | Невель    |
| квітень  |            | 3-тя ТА                    | Група армій «Центр»  | Мінськ    |
| липень   | XXVI ак    | 3-тя ТА                    | Група армій «Центр»  | Мемель    |
| серпень  | XXXX тк    | 3-тя ТА                    | Група армій «Північ» | Курляндія |
| жовтень  | XXXVIII ак | Армійська група «Грассер»  | Група армій «Північ» | Курляндія |
| листопад | XXXVIII ак | Армійська група «Клеффель» | Група армій «Північ» | Курляндія |

## Склад
| 1943                                |
| ----------------------------------- |
| 406-й гренадерський полк            |
| 601-й полк охорони                  |
| III./213-го артилерійського полку   |
| 201-й кавалерійський ескадрон «Ост» |
| 201-ша рота зв'язку;                |
| 406-те управління постачання.       |